# Boris Fomienko
Boris Iwanowicz Fomienko (ros. Борис Иванович Фоменко; ur. 3 lutego 1955 w Moskwie) – rosyjski szermierz reprezentujący ZSRR, złoty medalista mistrzostw świata.
Podczas mistrzostw świata w Clermont-Ferrand w 1981 roku reprezentanci ZSRR w składzie: Władimir Smirnow, Aleksandr Romankow, Jurij Łykow, Sabirżan Ruzijew i Boris Fomienko zdobyli złoty medal w zawodach drużynowych. Był to jedyny medal wywalczony przez Fomienkę w zawodach tego cyklu.
Nigdy nie wziął udziału w igrzyskach olimpijskich.
Po zakończeniu kariery został trenerem, prowadził między innymi żeńską reprezentację ZSRR w latach 1985-1987 oraz reprezentację Danii w latach 1991-2004